# Mekur Hosakeri, Virajpet
Mekur Hosakeri là một làng thuộc tehsil Virajpet, huyện Kodagu, bang Karnataka, Ấn Độ.